# Sigillo di Palau
Il sigillo di Palau rappresenta, sebbene non sia un simbolo ufficiale, la Repubblica di Palau. Il sigillo fu accettato nel 1955, quando il Paese si separò dagli Stati Federati di Micronesia. Raffigura al centro una capanna per riunioni sopra delle pietre davanti alla quale sventola una bandiera con l'iscrizione official seal (sigillo ufficiale). Sotto alle pietre è segnato l'anno 1981, quando Palau fu proclamata nelle Isole Palau della Micronesia e in base a un accordo firmato con gli Stati Uniti d'America nel 1980, la nuova nazione avrebbe continuato ad essere amministrata come territorio di fiducia degli Stati Uniti, con gli stessi Stati Uniti che avrebbero gestito gli affari esteri e militari di Palau. Invece sul bordo del sigillo c'è l'iscrizione Olbiil era Kelulau, nome dell'organo legislativo in lingua locale e in lingua inglese Republic of Palau (Repubblica di Palau).